# エミリー・ローズ
『エミリー・ローズ』（原題: The Exorcism of Emily Rose）とは、2005年に製作されたアメリカ映画。ジャンルはホラー・サスペンス（「ホラーではなく実話である」ともされている）。監督スコット・デリクソン。主演はローラ・リニー、ジェニファー・カーペンター。上映時間は120分。

## 概要
1976年にドイツで発生したアンネリーゼ・ミシェル（1952年 - 1976年）の保護責任者遺棄致死事件を題材に製作された。
この事件は、アンネリーゼ・ミシェルという少女が病気と診断され、長年治療していたが改善する気配が無く、その後の異常行動からカトリック教会教区より正式に「悪魔憑き」と判断され、悪魔祓い（エクソシスム）を実施中に栄養失調等で彼女が死亡したため、裁判となった事件である。
悪魔祓いの様子が写真や録音で詳細に残っていた事、その後、神父が法廷で裁かれ、悪霊の仕業であるか、精神病であったのか（医療ミスの可能性も内包）が、法廷の論争となった事、さらに、悪魔祓いの様子が一部（海外）TV番組や、インターネットなどで公開された事、この少女が美人で敬虔なるクリスチャンであった事などから、世間の注目を浴びた。
ジャンルはホラー・サスペンスであるが、大半の場面は法廷劇である。

## あらすじ
何一つ不自由のない暮らしで、奨学金も給付され大学に進学。その後も安定した生活を送っていた19歳のエミリー・ローズはある日の晩、大学寮で眠っていたところ奇妙な現象に襲われる。真夜中の午前3時、焦げ臭い匂いで目を覚ました彼女は突如として何かに押さえつけられるようにしてもがき苦しみだしたのだ。
その後、彼女には幻覚、幻聴が起こるようになる。そして遂には発狂してしまう。医学的治療を行なっても治る兆しを一向に見せない彼女は、それらを悪魔の仕業だと確信。地元の地区神父であるムーア神父に助けを求める。神父も事態を重く見て彼女を救うべく、祈りによって悪魔との対決を試みた。しかし結果は失敗。エミリーは死亡してしまう。
悪魔の存在は信じられることなく、エミリーの死亡はムーア神父によるものと疑いをかけられてしまい、神父は裁判で裁かれることになる。弁護士のエリンはそんなムーア神父を救うべく奔走する。

## キャスト
| 役名                                 | 俳優                       | 日本語吹替     |
| ------------------------------------ | -------------------------- | -------------- |
| エミリー・ローズ                     | ジェニファー・カーペンター | 込山順子       |
| エリン・ブルナー弁護士               | ローラ・リニー             | 藤本喜久子     |
| ムーア神父                           | トム・ウィルキンソン       | 小島敏彦       |
| イーサン・トマス検事                 | キャンベル・スコット       | てらそままさき |
| カール・ガンダーソン（エリンの上司） | コルム・フィオール         | 永田博丈       |
| ジェイソン（エミリーの恋人）         | ジョシュア・クローズ       |                |
| ブリュースター判事                   | メアリー・ベス・ハート     |                |
| ミュラー医師                         | ケネス・ウェルシュ         |                |
| カートライト医師                     | ダンカン・フレイザー       |                |
| ブリッグズ医師                       | ヘンリー・ツェニー         |                |
| アダニ博士                           | ショーレ・アグダシュルー   |                |

- その他の声の吹き替え：福田如子／佐々木敏／根本泰彦／増子倭文江／遠藤純一／藤生聖子／中西陽介／大原康裕／恒松あゆみ
- 日本語版スタッフ、翻訳：石原千麻、演出：中野洋志(ACクリエイト)、調整：山本洋平(ACスタジオ)、配給：ソニー・ピクチャーズ・エンタテインメント